# زبان کانوری
زبان کنوری زبانی‌ست که در کشورهای نیجریه، نیجر، چاد و کامرون استفاده می‌شود. حدود چهار میلیون نفر به این زبان صحبت می‌کنند.
ترکیب واژه‌ها در زبان کنوری به شکل نهاد مفعول فعل است.